# Vallée de Keita
Pour les articles homonymes, voir Keita.

La vallée de Kéita (ou Keïta) est une vallée du Niger qui a subi une forte désertification puis un reboisement à l’aide d’un projet de restauration écologique.

## Localisation
Elle se situe dans le département de Kéita, dans la région de Tahoua au Niger. Elle est située au sud au Niger, dans une des zones les plus densément peuplées du pays. Elle se situe au sud du Sahel et dans la limite nord de l’Afrique subsaharienne, dans l’écorégion de la savane ouest soudanienne.
Le climat est soudano-sahélien : sec (entre 300 et 400 mm) et poussiéreux, soumis à l’harmattan. Une période de sécheresse, débutant en 1965 et culminant en 1984 avec une pluviométrie de 150 mm a accéléré l’érosion et mené à la désertification.

## Projet Keita
En mai 1984, une collaboration entre le Niger et l’Italie sous la direction de la FAO mène le projet Keita (Projet de développement rural de l’Ader Doutchi Maggia – PDR-ADM) ayant pour but de restaurer l’écosystème (terre, eau, agriculture). Sur la période, 1984-2001, le financement s’est élevé à 84 millions de dollars américains.